# Van Stanley Bartholomew Wallach
Van Stanley Bartholomew Wallach est un herpétologiste américain né en 1947.
Il a travaillé au Museum of Comparative Zoology de l'Université Harvard à Cambridge (Massachusetts). En 2012, il a quitté le musée.

## Taxons nommés en son honneur
- Boiga wallachi Das, 1998

## Quelques taxons décrits
- Acutotyphlops banaorum Wallach, Brown, Diesmos & Gee, 2007
- Acutotyphlops kunuaensis Wallach, 1995
- Afrotyphlops nanus Broadley & Wallach, 2009
- Afrotyphlops nigrocandidus Broadley & Wallach, 2000
- Epacrophis drewesi Wallach, 1996
- Epictia alfredschmidti Lehr, Wallach, Köhler & Aguilar, 2002
- Guinea broadleyi Wallach & Hahn, 1997
- Guinea greenwelli Wallach & Boundy, 2005
- Leptotyphlops aethiopicus Broadley & Wallach, 2007
- Leptotyphlops howelli Broadley & Wallach, 2007
- Leptotyphlops keniensis Broadley & Wallach, 2007
- Leptotyphlops macrops Broadley & Wallach, 1996
- Leptotyphlops mbanjensis Broadley & Wallach, 2007
- Leptotyphlops nigroterminus Broadley & Wallach, 2007
- Leptotyphlops pungwensis Broadley & Wallach, 1997
- Leptotyphlops sylvicolus Broadley & Wallach, 1997
- Letheobia jubana Broadley & Wallach, 2007
- Letheobia largeni Broadley & Wallach, 2007
- Letheobia pauwelsi Wallach, 2005
- Letheobia pembana Broadley & Wallach, 2007
- Letheobia swahilica Broadley & Wallach, 2007
- Letheobia toritensis Broadley & Wallach, 2007
- Myriopholis adleri Hahn & Wallach, 1998
- Myriopholis ionidesi Broadley & Wallach, 2007
- Myriopholis tanae Broadley & Wallach, 2007
- Oligodon jintakunei Pauwels, Wallach, David, Chanhome, 2002
- Ramphotyphlops marxi Wallach, 1993
- Rhinotyphlops episcopus Franzen & Wallach, 2002
- Typhlops andasibensis Wallach & Glaw, 2009
- Typhlops etheridgei Wallach, 2002
- Typhlops fredparkeri Wallach, 1996
- Typhlops lazelli Wallach & Pauwels, 2004
- Typhlops mcdowelli Wallach, 1996
- Typhlops meszoelyi Wallach, 1999
- Typhlops roxaneae Wallach, 2001
- Xenotyphlops mocquardi Wallach, Mercurio & Andreone, 2007
- Xyelodontophis uluguruensis Broadley & Wallach, 2002

 Wallach est l’abréviation habituelle de Van Stanley Bartholomew Wallach en zoologie.

Consulter la liste des abréviations d'auteur en zoologie ou la liste des taxons zoologiques assignés à cet auteur par ZooBank